# Balthasar Hubmaier
Balthasar Hubmaier (Balthazar Hubmör) (Friedberg, perto de Augsburgo, 1485 — Viena, 10 de Março de 1528) foi lider anabatista entre 1525-1528, mais precisamente na Morávia, onde comandou uma grande congregação entre 1526-28, notabilizando-se pela quantidade e importância de seus escritos, porém sem maior relevância no movimento anabatista-menonita posterior, uma vez que divergia da linha principal dos anabatistas sobre a questão da não-resistência, e seu grupo de seguidores não sobreviveu depois de sua morte mais que um ou dois anos. Seu lema era Die warheit ist untödlich ("A verdade é imortal").

## Biografia
Frequentou a Escola Latina de Augsburgo, e entrou na Universidade de Freiburg im Breisgau em 1 de maio de 1503. Falta de recursos obrigaram-no a deixar a universidade e a sobreviver dando aulas em Schaffhausen. Retornando a Freiburg em 1507, graduou-se como Bacharel e Mestre em 1511. Em 1512, recebeu o diploma de doutorado na Universidade de Ingolstadt onde teve Johannes Eck como seu professor, tendo se tornado vice-reitor em 1515. Sua fama como notável orador espalhava-se por toda parte. Em 1516, tornou-se pastor da igreja em Regensburgo. Em 1521, estava em Waldshut e em 1524 casou-se com Elizabeth Hügline de Reichnau.
Em 1522, entrou em contacto com Heinrich Glarean (1488-1563), professor de Conrad Grebel, e Erasmo de Rotterdam, em Basileia. Em março de 1523, em Zurique, Hübmaier conheceu Huldrych Zwingli (1484-1531), tendo até participado na Disputa de Zurique em outubro desse ano, onde ele estabeleceu o princípio de obediência às Escrituras, tendo ele escrito "que em todas as questões envolvendo fé e religião, apenas a escritura, nascida da boca de Deus, deverá ser nossa medida e nossa regra." 
Wilhelm Reublin (1484-1559) chegou em Waldshut em 1525, tendo sido expulso de Zurique. Em abril, Reublin batizou Hubmaier e seis outras pessoas. Em Waldshut, seus pontos de vistas com relação ao Anabatismo resultaram no desagrado por parte do príncipe Ferdinando (1503-1564). E foi essa rivalidade que eventualmente levou Hubmaier ao martírio. Hubmaier inicialmente fugiu para Schaffhausen para se proteger da ira do príncipe.
Em 5 de dezembro de 1525, Hubmaier fugiu novamente para Zurique para escapar do exército austríaco. Ao invés de encontrar proteção, Zwingli mandou prendê-lo. Hubmaier solicitou um debate sobre o batismo, que foi concedido. O debate, no entanto, teve alguns lances inesperados. Dez homens, do grupo de Hubmaier, estavam presentes no debate. Durante a discussão, Hubmaier fez algumas declarações onde Zwingli concordava que crianças não deveriam ser batizadas. Zwingli respondeu que ele havia se equivocado. As críticas de Hubmaier foram mais longe, fazendo com que Zwingli refizesse seus conceitos na reforma contra os católicos. Hubmaier escreveria mais tarde: "Se você não fizer isso [provar o batismo infantil nas Escrituras], o vigário irá se queixar de que você usou contra ele a mesma espada que você agora carrega na cintura".
Apesar dos argumentos de Hubmaier, o conselho se colocou favorável a Zwingli. Hubmaier, confuso, concordou em se retratar. Mas, no dia seguinte, diante da congregação, ele deu provas da angústia mental e espiritual criada por suas ações e afirmou: "Eu posso, mas não irei me retratar". De volta à prisão e sob a tortura do cavalete, ele se propôs a retratar. Diante disso, ele foi solto e fugiu para a Suíça, tendo depois viajado para Nikolsburg, na Morávia. Sua fraqueza o inquietou profundamente fazendo com que ele publicasse em 1526 uma Breve Apologia, onde ele incluía as declarações: "Eu posso errar - sou homem - mas herege não sou ... Oh Senhor, perdoa minhas fraquezas."
Em Nikolsburg, as pregações de Hubmaier logo conquistou muitos conversos do grupo de Zwingli, que viviam na região. A sorte política se modificou, e Ferdinando, a quem Hubmaier havia conquistado sua inimizade já em Waldshut, conquistou o controle da Boêmia, voltando Hubmaier a ficar sob a jurisdição de Ferdinando. Hubmaier e sua esposa foram presos pelas autoridades austríacas e levados a Viena, sendo mantido no Castelo de Gratzenstein, atualmente chamado de Burg Kreuzenstein, em alemão, até março de 1528.  Sofreu novamente a tortura do cavalete, e foi julgado por heresia e condenado. Em 10 de março de 1528, era levado em praça pública e queimado na fogueira. Sua esposa o exortava a permanecer firme. Três dias depois de sua execução, sua esposa, com uma pedra em torno do pescoço, morreu afogada no Rio Danúbio."

## Obras
- Von ketzern vnd Iren verbrennern (1524)
- Ain Summ aintz gantzen Christlichen lebens. Durch Baldasaren Frydberger, Predicant yetz zu Waldßhütt, verzeichnet an die drey Kirchen Regensburg, Jngolstat und Frydberg, seinen lieben herren, briedern vnd schwestern in gott dem herren. Sonderlich ain bericht den kinder Touff vnd das Nachttmal belangent. (1525)
- Von dem christlichen Tauff der Gläubigen (1525)
- Kurzes Vaterunser (1526)
- Ein gesprech Balthasar Huebmörs von Fridberg, Doctors, auf Mayster Vlrichs Zwinglens zu Zürich Taufbuchlein von der Kindertauf, (1526)
- Ein Christennliche Leertafel, die ein yedlicher mensch, ee vnd er im Wasser getaufft wirdt, vor wissen solle (1526)
- Von der Briederlichen straff. Woe die nit ist, da ist gewißlich khain Kirch, ob schon der Wassertauff vnd das Nachtmal Christj daselbs gehaltenn werdent (1527)
- Vom christlichen Bann (1527)
- Von der Freyhait des Willens, die Gott durch sein gesendet wort anbeüt allen menschen, vnd jnen dar jn gewalt gibt seine Khinder ze werden, auch die waal gutes zu wöllen vnd zethon. Oder sy aber Khinder des Zorns, wie sy denn von natur seind, ze bleiben lassen (1527)
- Rechenschaft des Glaubens (1528)